# Bataragua
Bataragua (arag. Bataraguá) – opuszczona miejscowość w Hiszpanii, w Aragonii, w prowincji Huesca, w comarce Jacetania, w gminie Jaca.
Według danych INE z 1991 roku miejscowości nie zamieszkiwała żadna osoba. Wysokość bezwzględna miejscowości jest równa 650 metrów.